# Neblažov
Neblažov je malá vesnice, část obce Chodský Újezd v okrese Tachov v Plzeňském kraji. Nachází se asi čtyři kilometry jihovýchodně od Chodského Újezdu. Neblažov je také název katastrálního území o rozloze 3,35 km².

## Historie
První písemná zmínka o vesnici pochází z roku 1361.

## Obyvatelstvo
| Rok            | 1869 | 1880 | 1890 | 1900 | 1910 | 1921 | 1930 | 1950 | 1961 | 1970 | 1980 | 1991 | 2001 | 2011 | 2021 |
| -------------- | ---- | ---- | ---- | ---- | ---- | ---- | ---- | ---- | ---- | ---- | ---- | ---- | ---- | ---- | ---- |
| Počet obyvatel | 154  | 177  | 146  | 139  | 141  | 163  | 159  | 71   | 82   | 43   | 29   | 20   | 14   | 18   | 36   |
| Počet domů     | 25   | 26   | 27   | 29   | 29   | 29   | 30   | 24   | 19   | 13   | 10   | 12   | 13   | 12   | 14   |

## Obecní správa
Při sčítání lidu v letech 1850–1963 Neblažov byl samostatnou obcí, se kterým patřil nejprve do okresu Planá, ale v roce 1950 v okrese Mariánské Lázně. Od roku 1964 je částí městyse Chodský Újezd v okrese Tachov.